# St. Francis (Dakota Południowa)
St. Francis – miasto w Stanach Zjednoczonych, w stanie Dakota Południowa, w hrabstwie Todd.